# Villiers, Vienne
Villiers là một xã, tọa lạc ở tỉnh Vienne trong vùng Nouvelle-Aquitaine, Pháp. Xã này có diện tích 10,87 km², dân số năm 2006 là 806 người. Xã nằm ở khu vực có độ cao trung bình 135 m trên mực nước biển.

## Biến động dân số
| 1962                                         | 1968 | 1975 | 1982 | 1990 | 2006 | 2006 |
| -------------------------------------------- | ---- | ---- | ---- | ---- | ---- | ---- |
| 395                                          | 402  | 423  | 472  | 533  | 664  | 806  |
| Số liệu từ năm 1962: Dân số không tính trùng |      |      |      |      |      |      |